# Temporada 1940-1941 del RCD Espanyol
Dades de la Temporada 1940-1941 del RCD Espanyol.

## Fets Destacats
- 29 de setembre de 1940: Lliga: Espanyol 5 - Real Oviedo 0
- 6 d'octubre de 1940: Lliga: Celta de Vigo 7 - Espanyol 1
- 3 de novembre de 1940: Lliga: FC Barcelona 2 - Espanyol 3
- 17 de novembre de 1940: Lliga: Reial Saragossa 0 - Espanyol 3
- 5 de gener de 1941: Lliga: Espanyol 3 - Reial Madrid 2
- 19 de gener de 1941: Lliga: Athletic Club 6 - Espanyol 2
- 26 de gener de 1941: Lliga: Espanyol 3 - FC Barcelona 1
- 13 d'abril de 1941: Es presenta la secció de ciclisme del club[4]
- 8 de juny de 1941: Semifinals de la Copa del Rei: Espanyol 6 - Reial Societat 0
- 29 de juny de 1941: Final de la Copa del Rei: València CF 3 - Espanyol 1, gol de Teruel

## Resultats i Classificació
- Lliga d'Espanya: Setena posició amb 22 punts (22 partits, 10 victòries, 2 empats, 10 derrotes, 50 gols a favor i 54 en contra).
- Copa d'Espanya: Finalista. Eliminà el Girona FC, FC Barcelona, Llevant UE i Reial Societat, però perdé la final davant del València CF per 3 a 1 a la final disputada a l'estadi de Chamartín de Madrid.

## Plantilla
| P   | Jugador                | Lliga | Lliga | Copa d'Espanya | Copa d'Espanya | C. de Campions | C. de Campions |
| P   | Jugador                | PJ    | G     | PJ             | G              | PJ             | G              |
| --- | ---------------------- | ----- | ----- | -------------- | -------------- | -------------- | -------------- |
| POR | Josep Trias            | 14    | -33   | 4              | -7             | -              | -              |
| POR | Albert Martorell       | 5     | -13   | 6              | -5             | -              | -              |
| POR | Josep Amat             | 3     | -8    | -              | -              | -              | -              |
| POR | Francesc Platon        | -     | -     | -              | -              | 2              | -5             |
| POR | Pere Sala              | -     | -     | -              | -              | 2              | -5             |
| DEF | Ricard Teruel          | 17    | -     | 9              | 1              | 2              | -              |
| DEF | Jaume Elias            | 16    | -     | 2              |                | -              | -              |
| DEF | Benito Pérez           | 7     | -     | 8              | -              | 2              | -              |
| DEF | Julià Gonel            | 4     | -     | 1              | -              | -              | -              |
| DEF | Antoni Fàbregas        | 4     | -     | -              | -              | -              | -              |
| MIG | Isidre Rovira          | 21    | -     | 10             | -              | 2              | -              |
| MIG | Fèlix Llimós           | 17    | -     | 10             | -              | 2              | -              |
| MIG | Jaume Arasa            | 11    | -     | 10             | -              | 2              | -              |
| MIG | Josep Cardús           | 10    | -     | -              | -              | -              | -              |
| MIG | Lucio Marqueta Campos  | 2     | -     | -              | -              | -              | -              |
| MIG | Conrado Matamala       | 1     | -     | -              | -              | -              | -              |
| DAV | Francesc Mas           | 22    | 5     | 10             | 6              | 2              | 1              |
| DAV | Juli Gonzalvo          | 19    | 8     | 4              | 1              | 2              | 0              |
| DAV | Vicent Martínez Català | 16    | 18    | 6              | 2              | 2              | 3              |
| DAV | Felip Ara              | 16    | 7     | 5              | 1              | 2              | -              |
| DAV | Gabriel Jorge          | 11    | 4     | 9              | 5              | -              | -              |
| DAV | Eduard Olivas          | 11    | 3     | 7              | 5              | 2              | -              |
| DAV | Macala                 | 8     | -     | 5              | 1              | -              | -              |
| DAV | Antonio Chas           | 7     | 3     | 4              | 3              | -              | -              |
| DAV | Josep Prat             | -     | -     | -              | -              | 1              | -              |
| DAV | Crisant Bosch          | -     | -     | -              | -              | -              | -              |